# 5-羟基阿魏酸
5-羟基阿魏酸（英語：5-Hydroxyferulic acid）是一种羟基肉桂酸衍生物，是芥子酸生物合成的前体，其合成途径起始于苯丙氨酸氨裂合酶将苯丙氨酸转化为肉桂酸，再经历一系列酶促反应羟基化甲基化转化为香豆酸、咖啡酸、阿魏酸、5-羟基阿魏酸和芥子酸。